# 珍瑪·瓦倫丁
珍瑪·瓦倫丁（英語：Jemma Valentine，1991年4月15日—），加拿大女性色情演員、成人模特兒及攝像頭女郎。

## 簡歷
珍瑪·瓦倫丁從小在多倫多長大，有兩名同母異父的胞妹，且於安大略省修讀大學護理系課程。她因父親是馬戲團表演者的關係，曾接受了12年舞台表演訓練，2013年10月起任職「LiveJasmin」攝像頭女郎，經「MyFreeCams.com」、「ManyVids」、「Clips4sale」、「Customs4U」等多個網絡平台售賣收費影片，亦透過克雷格列表刊登廣告，一邊從事時尚模特兒工作，一邊穿著女式内衣或比堅尼參與商業廣告和音樂錄像。
然而珍瑪·瓦倫丁認為擺姿勢拍攝作品方面需如《花花公子》雜誌一樣，全裸示人才能滿足自己，加上在2013年10月已放棄兼職調酒員，不再考取護理系學位，遂於2014年6月選擇投身成人模特兒及色情演員行業，並以本名中的三個英文字母拼湊成現時藝名；2014年9月至2019年2月間曾營運個人情色網站「JemmaValentine.com」，2014年11月也開始擔任滿地可成人模特兒公司「Maxxx Models」副總裁。